# Liste der Baudenkmale in Hülseburg
In der Liste der Baudenkmale in Hülseburg sind alle Baudenkmale der Gemeinde Hülseburg (Landkreis Ludwigslust-Parchim) und ihrer Ortsteile aufgelistet (Stand: Januar 2021).

## Hülseburg
| ID | Lage                          | Bezeichnung                    | Beschreibung | Bild           |
| -- | ----------------------------- | ------------------------------ | ------------ | -------------- |
|    | Dorfstraße 23, 25, 27 (Karte) | Wohnhaus                       |              |                |
|    | (Karte)                       | Friedhof mit Kapelle und Allee |              | Weitere Bilder |
|    | (Karte)                       | Park                           |              |                |